# Вілянув (Свентокшиське воєводство)
Вілянув (пол. Wilanów) — село в Польщі, у гміні Єнджеюв Єнджейовського повіту Свентокшиського воєводства.
Населення — 511 осіб (2011).
У 1975—1998 роках село належало до Келецького воєводства.

## Демографія
Демографічна структура на день 31 березня 2011 року:
|          | Загалом | Допрацездатний вік | Працездатний вік | Постпрацездатний вік |
| -------- | ------- | ------------------ | ---------------- | -------------------- |
| Чоловіки | 248     | 52                 | 177              | 19                   |
| Жінки    | 263     | 53                 | 164              | 46                   |
| Разом    | 511     | 105                | 341              | 65                   |